# Aardappelspindelknolviroïde
De aardappelspindelknolviroïde (systematische naam: Potato spindle tuber viroid, standaard afkorting: PSTVd) is een viroïde dat zeer schadelijk kan zijn voor planten en plantaardige producten, met name tomaten en aardappelen.
Aardappelspindelknolviroïde was het eerste viroïde dat werd ontdekt. Het is ontdekt door Theodor Diener in 1971.

## Waardplanten
Bekende waardplanten van PSTVd zijn aardappel, tomaat, pepino, paprika en avocado.

## Ziekteverschijnselen
In tomaten veroorzaakt PSTVd een ernstige groeivermindering. Bij aardappel veroorzaakt PSTVd groeivermindering en misvormde knollen.

## Verspreiding
In de EU is PSTVd slechts incidenteel aangetroffen. Binnen de Europese Unie (EU) heeft PSTVd een Regulated Non-Quarantine Pest (RNQP) status.
In november 2006 waren er bij enkele telers in het westen en zuiden van Nederland besmettingen aangetroffen bij de sierplanten Engelentrompet (Brugmansia) en Klimmende nachtschade (Solanum jasminoides). Van 28 oktober tot 24 december 2006 gold er in Nederland een vervoersverbod voor deze planten, om de Plantenziektenkundige Dienst (PD) van het Ministerie van LNV de gelegenheid te geven de verspreiding van het viroïde in deze gewassen te onderzoeken. In het verleden is de viroïde enkele malen in Nederlandse tomatenteelt aangetroffen.
In België is in 2006 een tomatenteelt met PSTVd besmet geweest.